# フィッシュマン (企業)
フィッシュマン（英：Fishman Transducers, Inc.）は、マサチューセッツ州アンドーバに拠点を置くアコースティックギター用のピックアップ、アンプを主に製造する楽器部品メーカー。

## 概要
1981年にアコースティック楽器向けのピックアップ、アンプのメーカーとして創業、長らくそれらの製造で知られてきたが、2014年以降は後述のエレクトリックギター用ピックアップFluenceの開発・生産により、エレクトリックギター市場にも本格的に参入している。
創業者はラリー・フィッシュマン。本社はアメリカ合衆国マサチューセッツ州アンドーバー。
2024年現在、日本国内の正規代理店は（株）黒澤楽器店。

## 歴史
1980年、ジャズ・ベーシストとして活動していたラリー・フィッシュマンが、当時流通していたピックアップに満足できず自身で考案したピックアップを開発。そのサウンドが界隈のベーシストから話題となり、注文が殺到したのを機に1981年に会社を設立、ウッド・ベース用の貼り付け型ピエゾ・ピックアップBP-100の生産を開始する。1984年にはギルドからアコースティックギター用のピックアップを発注され、1985年には、C.F.マーティン からも同様にピックアップを発注されるようになり、これに対応するため、ラリーは5,000平方フィートの敷地を誇る工場へ移り、数々のアコースティック・ギター・メーカーからOEMを受けるようになり、バンジョー、マンドリン、バイオリン、チェロ、およびベース向けのピックアップの設計と製造を開始する。

## Fishman Fluence
2012年、同社はエレクトリックギター用の新しいピックアップの開発に着手する。従来のギターピックアップは磁石の周りに銅線が巻かれたコイル構造であるのに対し、フィッシュマン・フルエンスは磁石と48層の積層基板が2枚使われたコイルレス構造の全く新しいソリッド・コアピックアップで、航空工学や通信工学の分野で用いられた技術を応用し、まったく新しいアプローチで開発されている。フィッシュマンはピックアップに使用された磁石への給電を分析させるため博士号を持つ人材を雇用し、ピックアップを均一に仕上げるための磁石と積層されたソリッドコアの調和の制御に成功し、2014年に新製品として生産が開始された。
コイルレスの積層基板構造と、ノイズを大幅に抑えたアクティブ・サーキットを搭載したことで、優れた耐久性と音質を実現、従来のコイル構造のピックアップにありがちなハムノイズや電気的トラブルなど、長年ギタリストを悩ませてきた問題を解決し、サウンドを犠牲にすることなく音量をコントロールすることが可能となっている。
ESPギターズ、アイバニーズおよびシェクターが、フィッシュマン・フルエンスを標準で搭載したギターを販売している。

## 使用する主なミュージシャン
エレクトリック
- ミック・トムソン（スリップノット）
- リヒャルト・Z・クルスペ（ラムシュタイン）
- ティム・ヘンソン（ポリフィア）
- スコット・ルペイジ（ポリフィア）
- グレッグ・コッホ
- ブライアン・ウェルチ（コーン）
- マシュー・キイチ・ヒーフィー（トリヴィアム）
- トシン・アバシ
- トーマス・マクロックリン
- デヴィン・タウンゼンド
- ジェニファー・バトゥン
- サニー・ランドレス
- ウィリー・アドラー
- ウルフ・ホフマン
- アダム・デュトキエヴィッチ（キルスウィッチ・エンゲイジ）
- ジョエル・ストレッツェル（キルスウィッチ・エンゲイジ）
- ステファン・カーペンター（デフトーンズ）